# Glory Alozie
Glory Alozie (* 30. Dezember 1977 in Amator) ist eine spanische Hürdenläuferin nigerianischer Herkunft.
1996 war Glory Alozie Zweite bei den Juniorenweltmeisterschaften im 100-Meter-Hürdenlauf. Sie war 1996, 1998 und 2000 Siegerin bei den Afrikameisterschaften. 1999 bei den Panafrikanischen Spielen gewann sie neben dem Hürdensprint auch Gold mit der nigerianischen 4-mal-100-Meter-Staffel. Im gleichen Jahr gewann sie bei den Hallenweltmeisterschaften die Silbermedaille im 60-Meter-Hürdenlauf und bei den Weltmeisterschaften 1999 in Sevilla die Silbermedaille im 100-Meter-Hürdenlauf hinter Gail Devers (USA). In diesem Rennen stellte sie mit 12,44 s ihre persönliche Bestzeit auf der Hürdenstrecke auf.
Bei den Olympischen Spielen 2000 in Sydney gewann sie in 12,68 s die Silbermedaille im 100-Meter-Hürdenlauf hinter Olga Schischigina (KAZ) und vor Melissa Morrison (USA).
Ihr Verlobter, der 400-Meter-Läufer Hyginus Anugo starb unmittelbar vor den Olympischen Spielen 2000 in Sydney bei einem Autounfall.
Nachdem Glory Alozie seit 1997 in Spanien gelebt hatte, erhielt sie am 7. Juli 2001 die spanische Staatsbürgerschaft.
Bei den Europameisterschaften 2002 in München gewann sie in 12,73 s die Goldmedaille über 100 Meter Hürden. 2003 bei den Hallenweltmeisterschaften in Birmingham wurde sie wie 1999 Zweite über 60 Meter Hürden und bei den Weltmeisterschaften 2003 in Paris in 12,75 s Vierte über 100 Meter Hürden.
Bei den Hallenweltmeisterschaften 2006 in Moskau gewann sie zum dritten Mal Silber über 60 Meter Hürden. Bei den Europameisterschaften 2006 in Göteborg wurde sie über 100 Meter Hürden Vierte in 12,86 s.
Bei einer Körpergröße von 1,56 m beträgt ihr Wettkampfgewicht 52 kg.

## Persönliche Bestleistungen
- 100 m: 10,90 s (1999)
- 200 m: 23,09 s (2001)
- 100 m Hürden: 12,44 s (1999) für Nigeria
- 100 m Hürden: 12,57 s (2004) für Spanien